# Monachidium
Monachidium es un género de saltamontes de la subfamilia Copiocerinae, familia Acrididae, y está asignado a la tribu Copiocerini. Este género se  encuentra en Sudamérica, particularmente en Brasil.
El género Monachidium es monotípico, y su única especie es Monachidium lunum, Johannson, 1763.